# Rodolfo Gambini

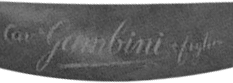
Firma di Rodolfo Gambini

Rodolfo Gambini (Arluno, 21 settembre 1855 – Alessandria, 8 marzo 1928) è stato un pittore italiano attivo nel periodo a cavallo tra il XIX secolo e la prima parte del XX secolo. Operò principalmente a Milano, in Lombardia, in Piemonte, in Liguria e in Sardegna.

## Biografia
Nato ad Arluno, piccolo borgo in provincia di Milano, forse da famiglia di origini vittuonesi, studiò pittura all'Accademia di belle arti di Brera di Milano, perfezionandosi nello specifico nell'esecuzione di motivi floreali a guazzo e ad affresco.
Alcune delle sue prime opere giovanili, in questo senso, erano costituite da soffitti in stile liberty realizzati in case di privati, che però sono nella maggior parte dei casi andati perduti. Successivamente iniziarono gli incarichi di rilievo: fu lui infatti ad affrescare la cattedrale di Iglesias in Sardegna.
Altrove pose l'attenzione a commissioni nel milanese, nel novarese e nell'alessandrino, oltre che in diverse chiese della Diocesi di Tortona. Nel 1890 Rodolfo con il fratello Giuseppe decorarono ad Arluno la cantoria e la cappella della Beata Vergine del Rosario nella locale chiesa parrocchiale. Sempre nella chiesa parrocchiale di Arluno nel 1894 dipinsero l'abside ed essendo piaciuto il risultato i fratelli Gambini ottennero nell'anno successivo l'incarico di completare la decorazione di tutta la chiesa. A Rivanazzano nel 1895 affresca la facciata della chiesa parrocchiale di San Germano (costruita in forme neoclassiche) ed a Vittuone, non lontano dal suo paese natale, si occupa del restauro degli antichi affreschi del locale oratorio del lazzaretto con notevoli rifacimenti che portano la sua firma. Notevoli saranno anche i suoi apporti pittorici nella decorazione interna della chiesa prepositurale di San Vittore martire di Corbetta, che riceveranno l'elogio pubblico del cardinale Andrea Carlo Ferrari, giunto in visita in paese nel 1897. Tra il 1900 ed il 1920 lavora a Borgoratto Mormorolo ed a Montecalvo Versiggia con opere sempre a sfondo religioso. Tra il 1908 ed il 1910 lavora alla decorazione della chiesa di Santa Croce a Crocefieschi, dove collabora anche ad altri affreschi sulla vita di Caterina da Genova. L'ultimo lavoro d'impegno, lo ottiene nel 1918 quando affresca l'interno della chiesa di Santa Maria Canale a Tortona.
Gran parte del considerevole archivio privato di dipinti, bozzetti e documentazione cartacea, di Rodolfo Gambini andò perduto durante i bombardamenti avvenuti ad Alessandria il 5 aprile 1945. Ciò che è rimasto è ora di proprietà degli eredi della famiglia Gambini.
Soprattutto nella sua età matura, si legò al pittore torinese Luigi Morgari.
Venne decorato con la Medaglia al Lavoro e, il 21 luglio 1905, con la Croce "Pro Ecclesia Et Pontifice".
Fra i numerosi allievi si ricordano i pittori d'origine arlunese Paolo Bellegotti, Pietro Pagani e Piero Vignoli di Alessandria.
La bottega, fra i molti collaboratori allievi e operai, comprendeva anche i suoi due figli maschi: Luigi Gambini e Mario Gambini. Alla morte di Rodolfo la bottega continuò solo con il figlio Luigi che fu attivo fino al 1949 anno della sua morte, tragicamente avvenuta - durante i lavori di restauro, cadendo da una impalcatura nella chiesa dei Frati Cappuccini di Quarto dei Mille.

## Opere di Rodolfo Gambini
Elenco parziale delle opere del Gambini.

### Lombardia

#### Milano
- Chiesa prepositurale di San Vittore Martire - Corbetta - 1891
- Cappella di Santa Maria del Lazzaretto - Vittuone - 1891
- Chiesa dell'Annunciazione di Maria Vergine - Vittuone - 1891
- Chiesa dei Santi Pietro e Paolo - Arluno - 1894
- Chiesa della Visitazione della Beata Vergine Maria a Santa Elisabetta - Parabiago - 1894
- Chiesa dei Santi Cosma e Damiano - Limbiate - 1895
- Chiesa dei Santi Gervaso e Protaso - Novate Milanese - 1897

#### Pavia
- Chiesa di San Germano Vescovo - Rivanazzano Terme - 1895
- Chiesa dei Santi Gaudenzio ed Eusebio  - Gambolò - 1899
- Collegiata di San Lorenzo (Duomo di Voghera) - Voghera - 1906 - 1912
- Chiesa parrocchiale - Borgoratto Mormorolo - 1920
- Chiesa di Santa Maria Assunta - Castagnara in Pietra de' Giorgi- 1926
- Chiesa di San Michele Arcangelo[2] - Rocca de' Giorgi
- Chiesa di San Germano Vescovo - Varzi
- Chiesetta dell'Uva - Montecalvo Versiggia

### Piemonte

#### Alessandria
- Chiesa di Santa Maria - Castellazzo Bormida - 1894[3]
- Chiesa di San Michele e Convitto Paterno - Tortona - 1895[4]
- Chiesa dei Santi Maria e Francesco ai Cappuccini - Castellazzo Bormida - 1897
- Chiesa di Santa Varena - Villa del Foro sobborgo di Alessandria - 1903
- Chiesa dei SS. Pietro e Marziano - Bosio - 1904
- Chiesa di Santa Maria delle Grazie - Molino dei Torti - 1904
- Chiesa della Beata Vergine del Rosario - San Giuliano Nuovo - 1906
- Santuario Santa Maria del Pozzo - San Salvatore Monferrato - 1910
- Collegiata dei SS. Martino e Stefano - Serravalle Scrivia - 1911
- S.A.O.M.S. di Paderna - Paderna (Italia) - 1914
- Chiesa di San Nazario - Lu - 1914/1915[5]
- Chiesa di Santa Maria del Canale - Tortona - 1918
- Chiesa della Natività di Maria - Rivarone - 1920
- Chiesa di San Giacomo - Arquata Scrivia - 1923/1928
- Chiesa della B.M.V. Assunta - Castelferro
- Chiesa della B.M.V. Assunta - San Giuliano Vecchio
- Santuario N.S. dell'Assunta - Ovada
- Oratorio dell'Assunta[6] - Grognardo
- Chiesa dei Ss. Alessandro e Carlo - Alessandria
- Chiesa di San Giorgio - Castelceriolo
- Chiesa di San Nicolò - Pozzolo Formigaro

#### Asti
- Chiesa dei SS. Vittore e Corona Incisa Scapaccino - 1899
- Chiesa di S. Giulia Monastero Bormida - 1912

#### Novara
- Chiesa di San Clemente - Bellinzago Novarese - 1891/1892
- Chiesa di San Michele Arcangelo - Garbagna Novarese - 1899/1900[7]
- Chiesa della Madonna di Loreto e Sant'Anna - Bellinzago Novarese - 1900
- Cappella votiva di San Grato -Badia di Dulzago - 1902[8]
- Chiesa di San Mamante - Cavaglio d'Agogna - 1905

#### Torino
- Chiesa del Sacro Cuore di Gesù (Prevostura di San Lorenzo di Oulx) - Oulx

#### Verbano Cusio Ossola
- Chiesa di San Maurizio - Gignese - 1903
- Chiesa di Sant'Orsa - Pieve Vergonte

### Liguria

#### Genova
- Chiesa di San Michele Arcangelo- Isola del Cantone - 1901
- Chiesa di Santa Croce - Crocefieschi - 1908/1910
- Santuario di Nostra Signora dell'Acquasanta - Acquasanta - 1911
- Chiesa di San Martino - Ronco Scrivia - 1923
- Chiesa di San Giovanni Bosco e San Gaetano - Genova-Sampierdarena

### Sardegna

#### Cagliari
- Collegiata di Sant'Anna - Cagliari - 1906

#### Carbonia-Iglesias
- Cattedrale di Santa Chiara[9] - Iglesias

#### Oristano
- Cattedrale dei Santi Pietro e Paolo - Ales - 1907[10]

## Galleria d'immagini

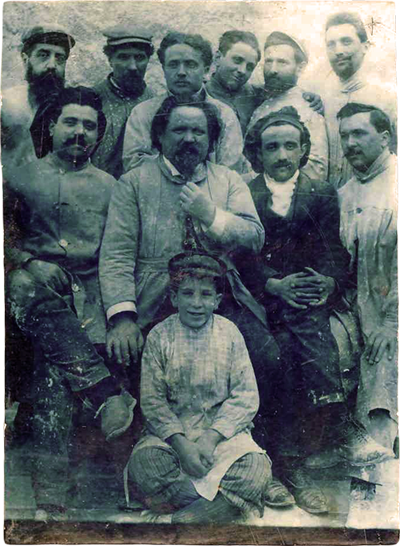
La bottega di Rodolfo Gambini agli inizi del XX secolo (ca. 1908)
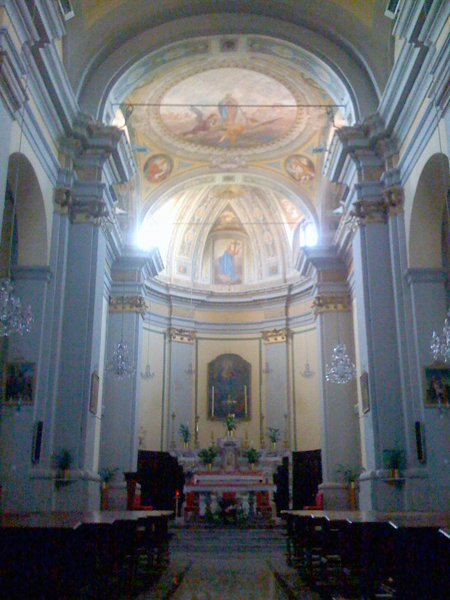
Chiesa della Beata Maria Vergine del Santo Rosario di San Giuliano Nuovo (AL) - Navata centrale e abside
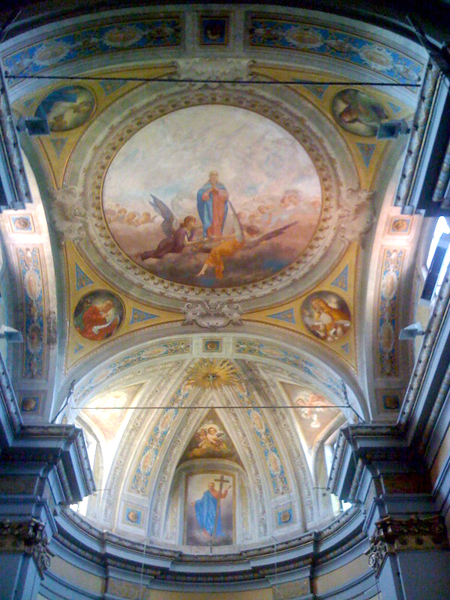
Chiesa della Beata Maria Vergine del Santo Rosario di San Giuliano Nuovo (AL) - Catino absidale e volta, particolare
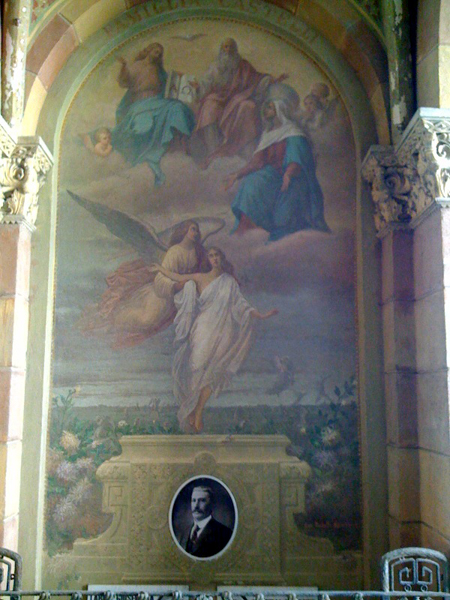
Cimitero di Alessandria, affresco
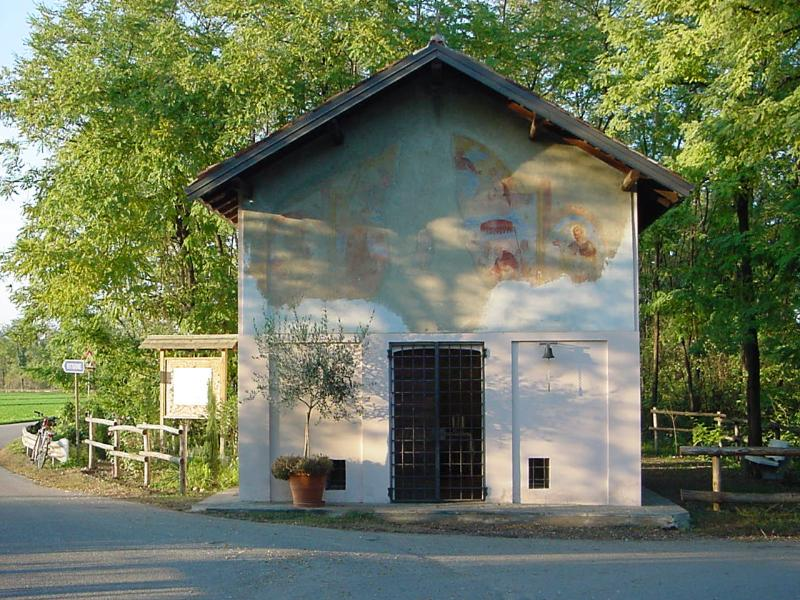
Cappella di Santa Maria al Lazzaretto di Vittuone, rifacimento di affreschi antichi
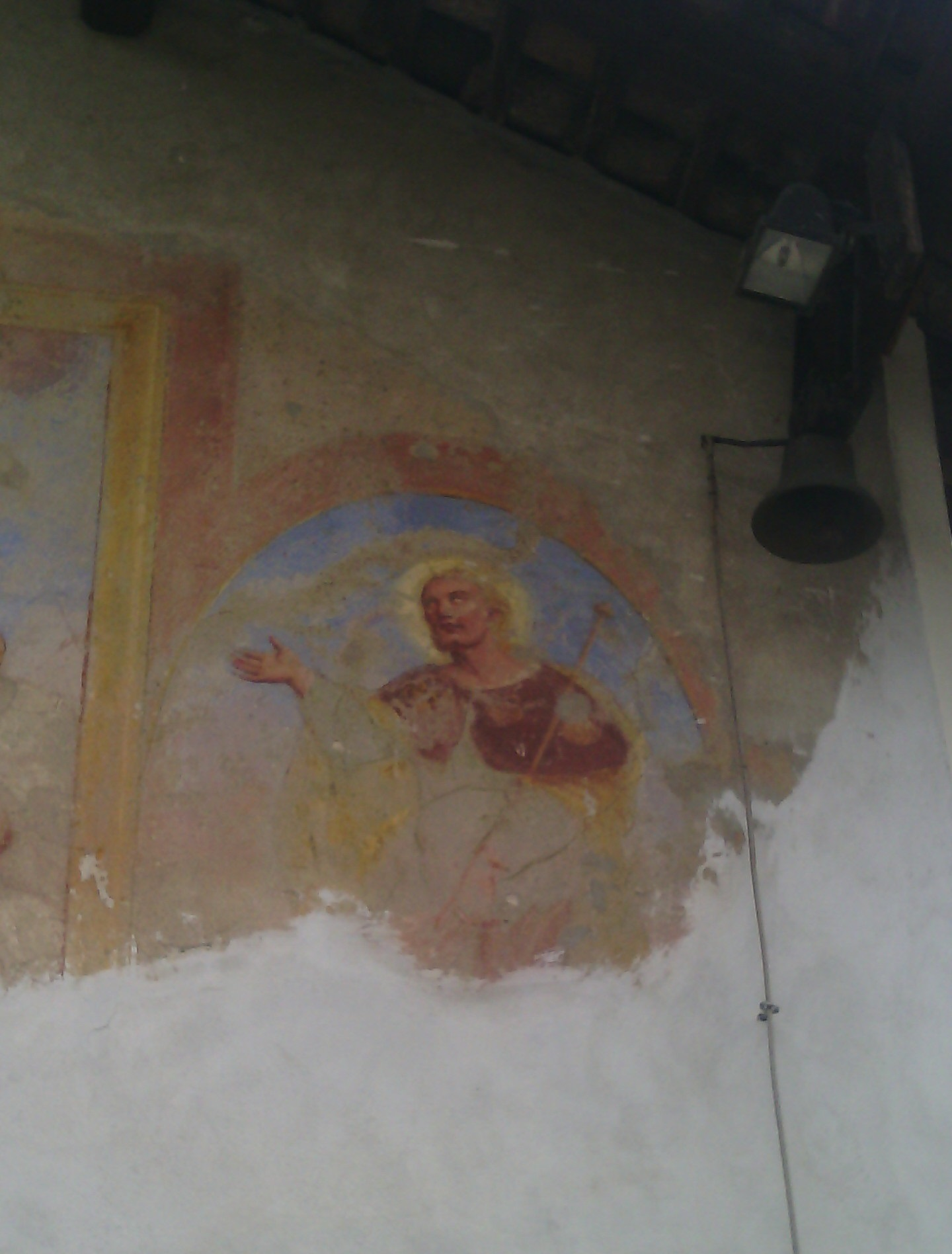
San Rocco presso il Lazzaretto di Vittuone, rifacimento di affreschi antichi
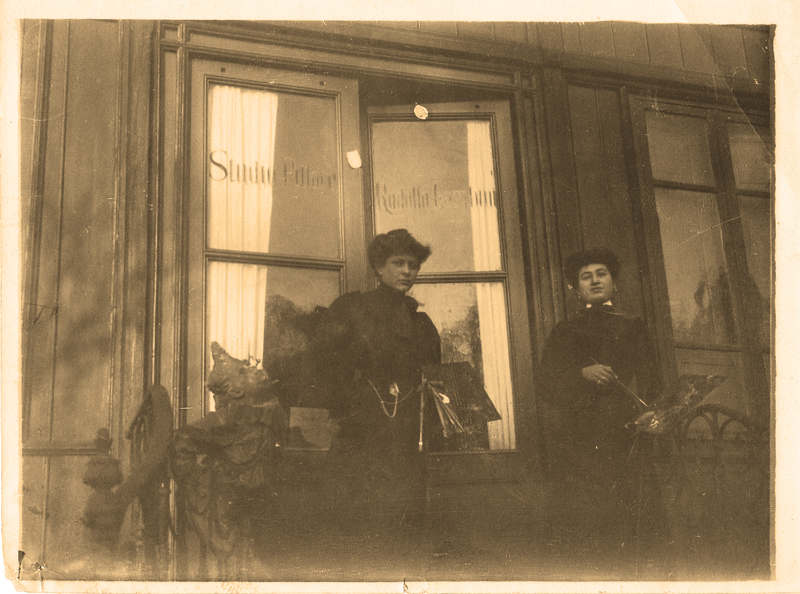
Studio di Alessandria di Rodolfo Gambini - ingresso
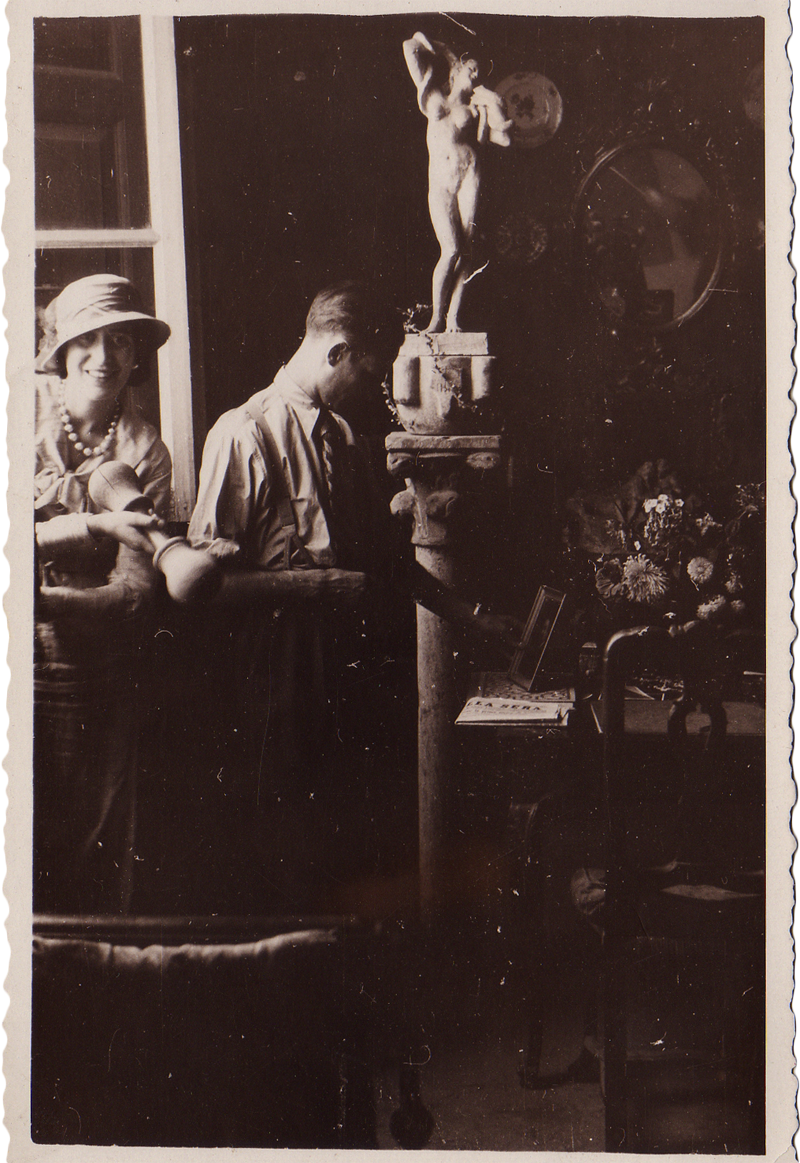
Studio di Alessandria di Rodolfo Gambini - interno, particolare
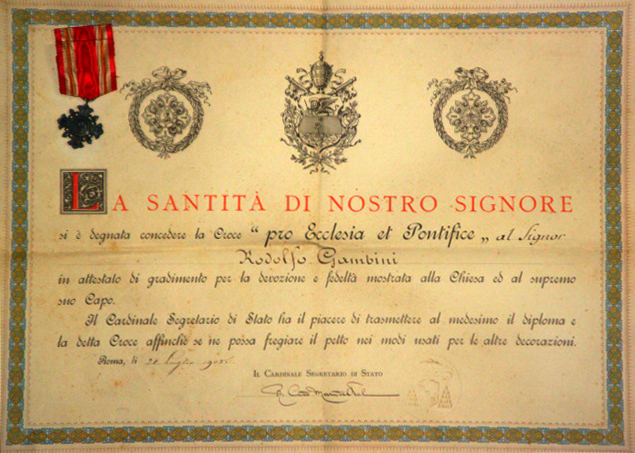
Documento originale della concessione a Rodolfo Gambini della Croce "Pro Ecclesia Et Pontifice"
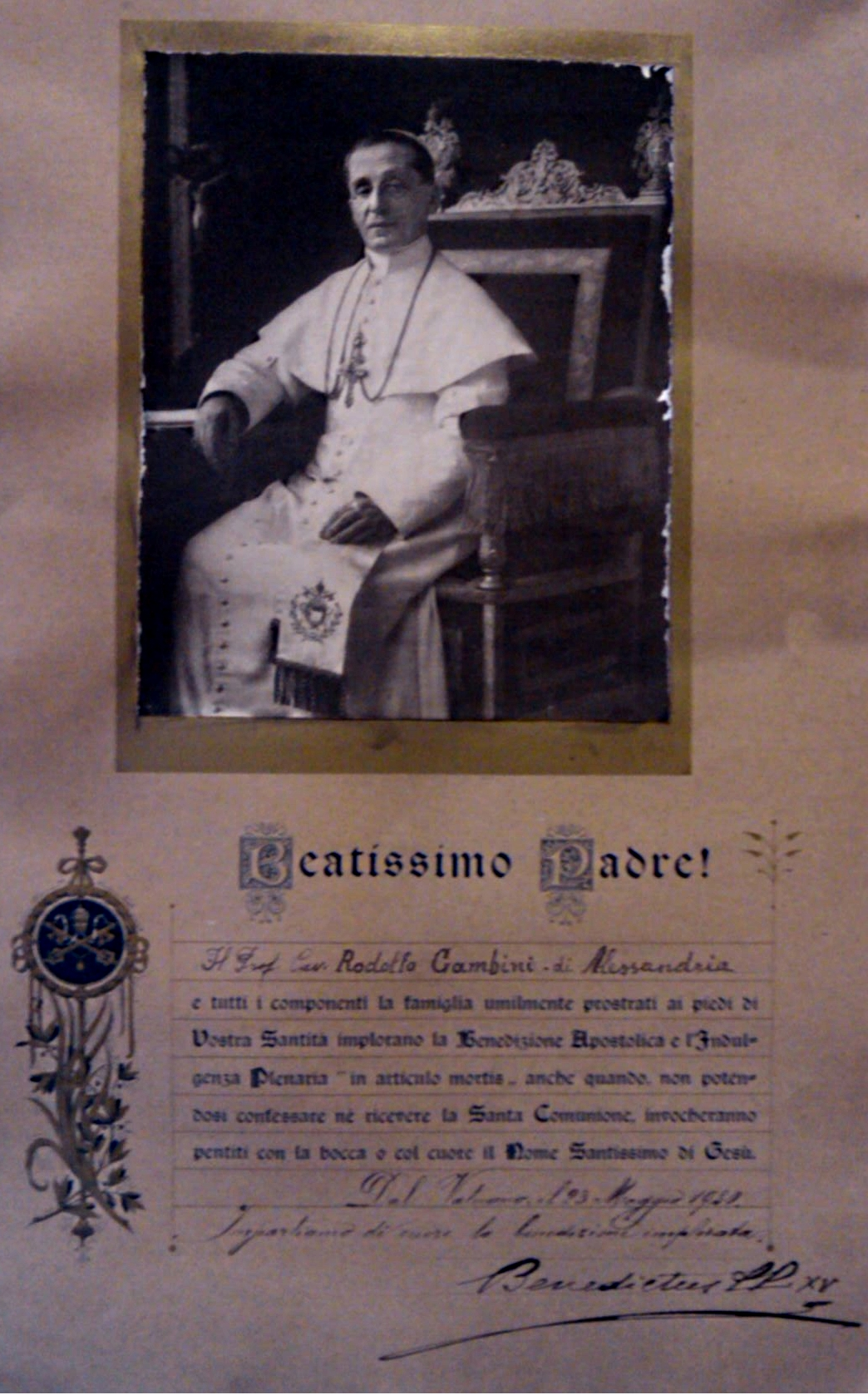
Benedizione Apostolica e Indulgenza Plenaria "in articulo mortis" di papa Benedetto XV a Rodolfo Gambini. Chirografo originale.
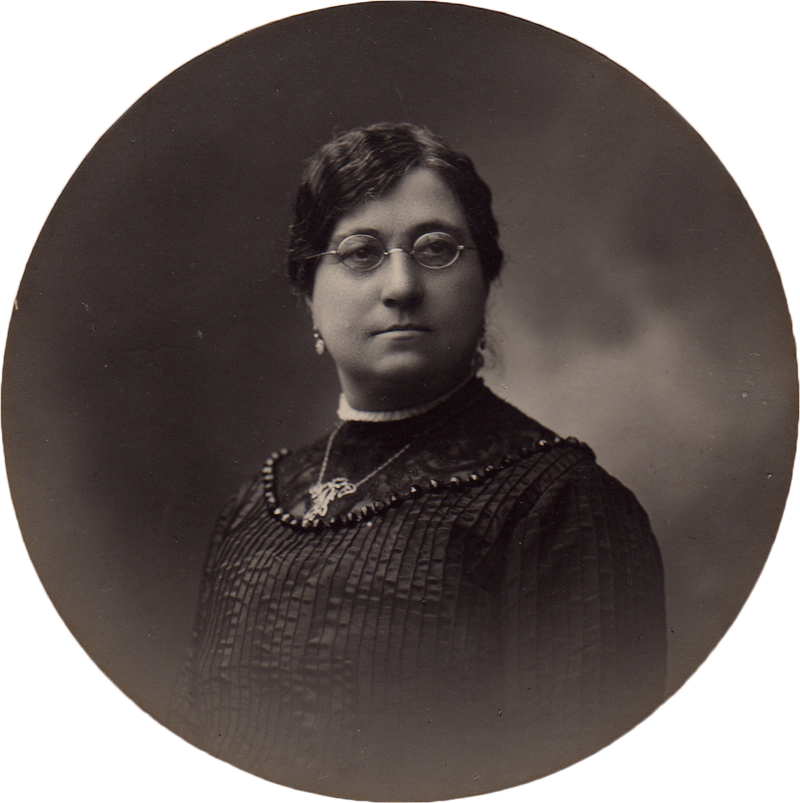
Ida Rossini moglie di Rodolfo Gambini
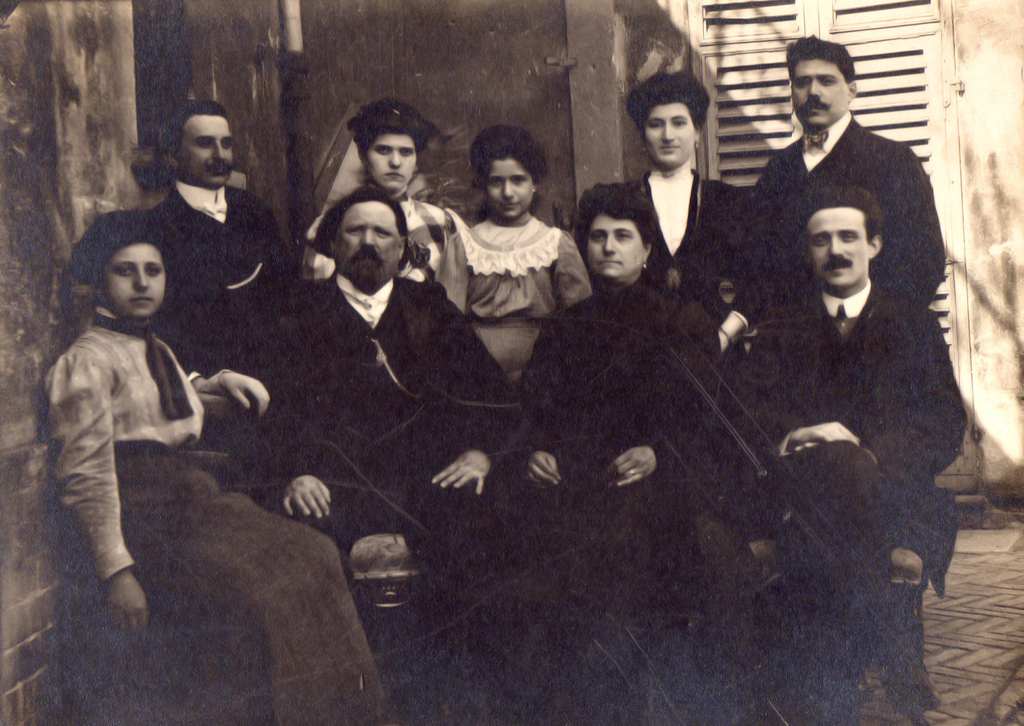
Famiglia Gambini
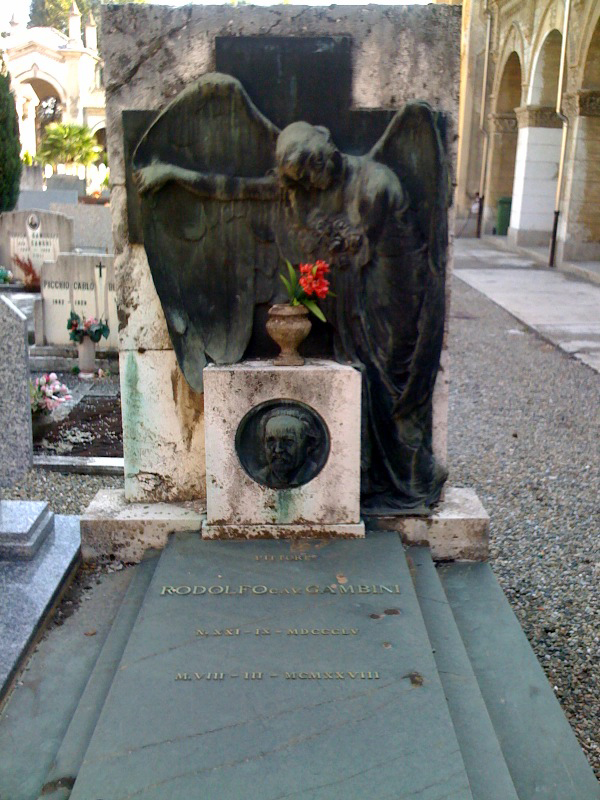
Tomba di Rodolfo Gambini
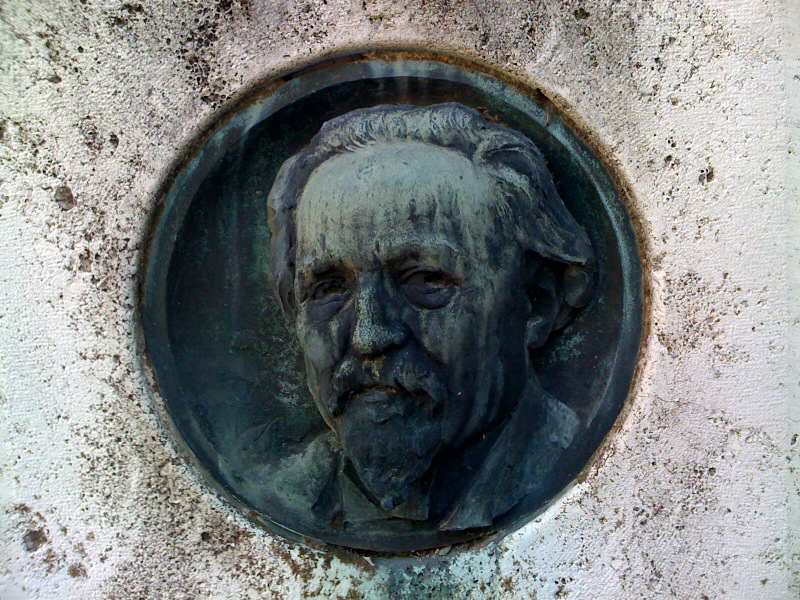
Tomba di Rodolfo Gambini, particolare
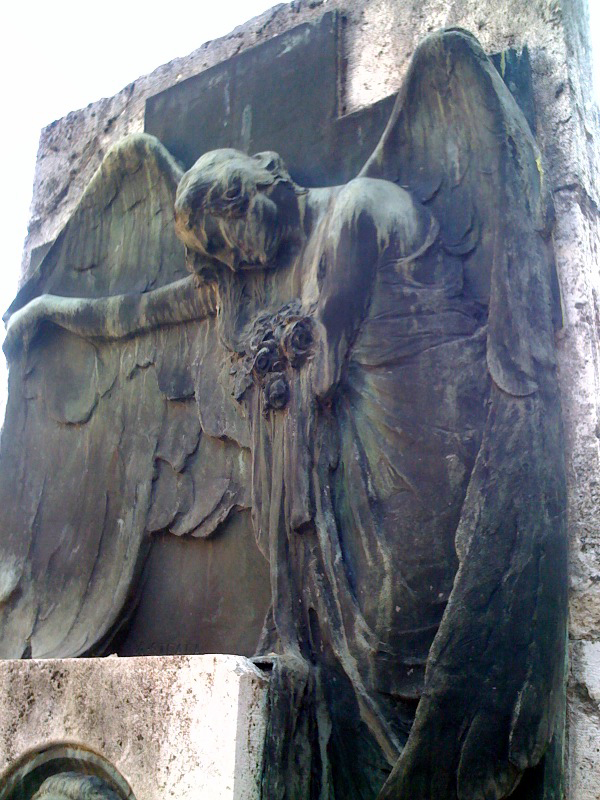
Tomba di Rodolfo Gambini, particolare
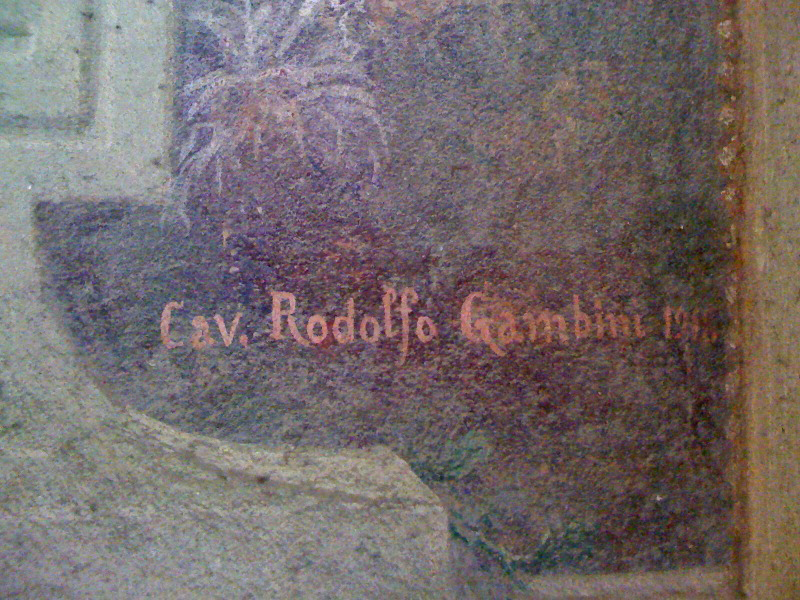
Firma di Rodolfo Gambini